# Cnemathraupis aureodorsalis
A Cnemathraupis aureodorsalis a madarak osztályának verébalakúak (Passeriformes) rendjébe és a tangarafélék (Thraupidae) családjába tartozó faj.

## Rendszerezése
A fajt Emmet Reid Blake és Peter Hocking írták le 1974-ben, a Buthraupis nembe Buthraupis aureodorsalis néven. Egyes szervezetek jelenleg is ide sorolják.

## Előfordulása
Az Andokban, Peru területén honos. Természetes élőhelyei a szubtrópusi és trópusi hegyi esőerdők és magaslati cserjések. Állandó, nem vonuló faj.

## Megjelenése
Testhossza 23 centiméter, testtömege 75-94 gramm.

## Életmódja
Bogyókkal, gyümölcsökkel és rovarokkal táplálkozik.

## Természetvédelmi helyzete
Az elterjedési területe kicsi és csökken, egyedszáma 250-2500 példány közötti és szintén csökken. A Természetvédelmi Világszövetség Vörös listáján veszélyeztetett fajként szerepel.